# Jack Peddie
John „Jack” Hope Peddie (ur. 3 marca 1876, zm. 20 października 1928) – szkocki piłkarz, który występował na pozycji napastnika.
W 1895 został zawodnikiem Third Lanark, skąd po dwóch latach przeszedł do Newcastle United. W pierwszym sezonie występów, gdy zespół wywalczył awans do Division One, był jego najlepszym strzelcem z 16 bramkami. W ciągu następnych czterech lat gry dla Newcastle United, najlepszym strzelcem zespołu był jeszcze trzykrotnie. W 1902 przeszedł do Manchesteru United, w którym występował przez rok.
W 1903 został zawodnikiem Plymouth Argyle, zaś rok później powrócił do Manchesteru United, gdzie występował przez następne trzy sezony i był kapitanem zespołu. W 1907 przeszedł do Hearts, jednak kontuzja kolana uniemożliwiła mu kontynuowanie kariery.